# 拉脫維亞郵政
拉脫維亞郵政是拉脫維亞的國營郵政服務，總部位於里加。拉脫維亞郵政設立於1992年1月2日。2013年，拉脫維亞郵政有600處郵局。